# Histoire militaire de l'Australie pendant la guerre de Corée

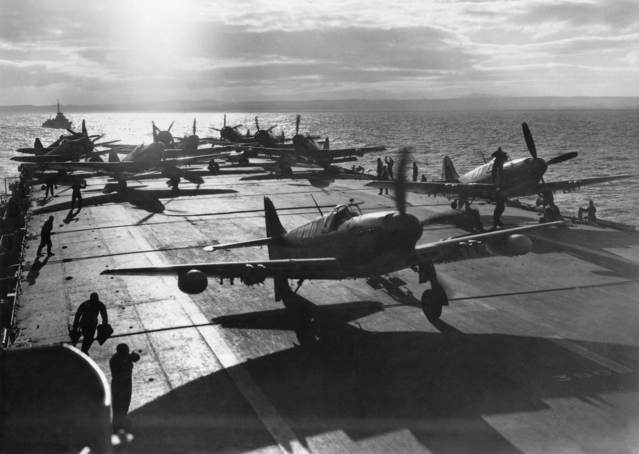
Fairey Firefly de l'aéronavale sur le porte-avions Sydney de la Royal Australian Navy au large de la Corée.

La défaite de l'empire du Japon à la fin de la Seconde Guerre mondiale, a mis fin à 35 ans d'occupation japonaise de la péninsule coréenne. La reddition du Japon aux forces alliées le 2 septembre 1945 a conduit à partager la péninsule coréenne en Corée du Sud et Corée du Nord, le Nord étant occupé par les troupes de l'Union soviétique, et le Sud, au-dessous du 38e parallèle nord, étant occupé par les troupes des États-Unis. 
Les forces soviétiques entrèrent en Corée, le 10 août 1945, suivi quelques semaines plus tard par les forces américaines qui sont entrés par la ville portuaire d'Incheon. Le général John Hodge accepta officiellement la reddition des forces japonaises au sud du 38e parallèle, le 9 septembre 1945 à la Government House, à Séoul
Après que les deux factions rivales eurent essayé de réunifier le pays par voie diplomatique, la partie Nord décida finalement d'essayer de le faire par la force. Les troupes de l'armée nord-coréenne soutenues par l'Union soviétique franchirent le 38e parallèle, le 25 juin 1950, date du début de la guerre civile. 
L'invasion de la Corée du Sud fut une surprise pour les Nations unies. Dès le premier jour de la guerre, l'ONU rédigea la résolution 82 du Conseil de sécurité qui demandait:  
- à la Corée du Nord de mettre fin aux hostilités et de se retirer sur le 38e parallèle ;
- la formation d'une commission de l'ONU sur la Corée pour surveiller la situation et faire un rapport au Conseil de sécurité ;
- à tous les membres de l'ONU de soutenir les Nations unies dans ce processus et de s'abstenir de fournir une assistance aux autorités nord-coréennes.

Le gouvernement libéral australien, dirigé par le Premier ministre Robert Menzies répondit immédiatement à la résolution de l'ONU en offrant une assistance militaire. 17 000 militaires de l'armée australienne ont servi dans la guerre de Corée entre 1950 et 1953, et ont eu 339 morts et 1 200 blessés.

## Historique
Lorsque l'armée nord-coréenne eut franchi la frontière de la Corée du Sud le 25 juin 1950, elle avança sur la capitale Séoul, qui tomba en moins d'une semaine. 
Les forces de la Corée du Nord se dirigèrent alors vers le port de Pusan, un objectif stratégique. En deux jours, les États-Unis offrirent leur assistance et le Conseil de sécurité des Nations unies demanda à ses membres d'aider à repousser l'attaque nord-coréenne. L'Australie y contribua immédiatement avec la 77e escadrille de la force aérienne et le 3e bataillon d'infanterie qui étaient stationnés au Japon dans le cadre de la force d'occupation du Commonwealth britannique (British Commonwealth Occupation Force ou BCOF). 
La 77e escadrille avait été équipée de P-51D Mustang avant d'arriver au Japon en février 1946 pour participer à la BCOF. Les travaux d'occupation se déroulèrent sans incident, et l'escadrille se préparait à quitter le Japon pour l'Australie lorsque la guerre de Corée éclata. Elle fut immédiatement envoyée en Corée où elle est devenue la première unité aérienne des Nations unies à entrer en guerre, principalement dans des opérations de soutien de troupes au sol, de lutte contre des patrouilles aériennes ennemies et des missions d'escorte. 
Le 3e régiment d'infanterie fut aussi rapidement préparé à devenir la principale force d'intervention terrestre australienne à contribuer aux forces des Nations unies dans la guerre de Corée. Après une période de formation intensive et de renforcement au Japon, le bataillon est arrivé en Corée du Sud à la fin septembre 1950. 
Le bataillon faisait partie de la 27e brigade du Commonwealth et a pris part à l'offensive des Nations unies en Corée du Nord et à la retraite de Corée du Sud à la suite de l'offensive chinoise au cours de l'hiver 1950-51. Il fut l'une des trois unités à recevoir la Presidential Unit Citation américaine après la bataille de Kapyong. 
En plus de combattre personnellement, ce bataillon de l'armée australienne fournit la majorité des militaires et du matériel pour la BCOF, qui fut remplacée en 1952 par la force du Commonwealth britannique en Corée (BCFK). Des soldats australiens, britanniques, canadiens, indiens et néo-zélandais faisaient partie des unités de la BCFK.

## Participation militaire de l'Australie
Lorsque le 3e régiment d'infanterie arriva à Pusan le 28 septembre, l'armée nord-coréenne battait en retraite après avoir été défaite à la bataille d'Incheon. Faisant partie de la force d'invasion sous les ordres du commandant suprême des Nations unies, le général Douglas MacArthur, le régiment monta vers le nord et eut sa première grande action  près de Pyongyang. 
Le 21 octobre, la 24e division des États-Unis avec la 27e brigade du Commonwealth britannique traversa le fleuve Taedong à Pyongyang et continua de se diriger vers le nord. Les soldats écossais des Argyll and Sutherland Highlanders étaient à l'avant et, à la tombée de la nuit, la brigade s'arrêta à la périphérie de Yongyu, à 34 km au nord de Pyongyang. Une patrouille entra dans la ville et prit contact avec des éléments du 187e régiment de combat américain. 
À minuit, 239 Nord-Coréens attaquèrent Yongyu en avançant en longeant la route arrivant par le sud-ouest de la ville. Les Écossais eurent à faire face à quelques éléments nord-coréens et réussirent à les repousser. L'attaque perpétrée contre le régiment américain fut beaucoup plus forte et les Nord-Coréens purent entrer dans la ville avant de cesser le combat et de se replier à 3 h du matin. 
Le jour suivant, les Australiens du 3e régiment eurent à prendre la tête de l'opération et la compagnie C devait être en pointe dans le régiment. Les ordres donnés en début de soirée soulignèrent l'urgence pour le régiment d'entrer en relation avec les troupes aéroportées des États-Unis. Le régiment ne fut pas détaché vers Yongyu, il devait avancer aussi rapidement que possible, pendant que les Écossais continuaient de nettoyer la ville. Les bruits de la bataille étaient tout proches vers le nord et purent être entendus clairement tout au long de la nuit. 
La compagnie C fut la seule à rester à peu près intacte alors que le reste du bataillon absorbait à la hâte des renforts du reste du régiment et de la K Force venue le renforcer. La compagnie C, la plus récente du 3e régiment avait été constituée à la fin 1949 et au début de 1950 avec de jeunes volontaires qui s'étaient engagés dans l'armée régulière après la Deuxième Guerre mondiale. Par rapport aux autres compagnies, la compagnie C était très jeune et inexpérimentée. Beaucoup de railleries du reste du bataillon lui était destinée. La compagnie sut garder sa bonne humeur et, même et lorsque le bataillon commença ses activités régulières, les jeunes étaient toujours déterminés à montrer leurs talents. La compagnie C était une unité bien entrainée et, à la différence des autres unités encore en train de se chercher, formait une équipe soudée. 
Les sous-officiers et les plus vieux soldats avaient de l'expérience, des dirigeants compétents qui avaient formé et entrainé la compagnie. Luxe inattendu, une poignée d'éléments de la K Force rejoignit la compagnie C au cours de son avance et sut lui donner plus de tonus, un niveau de confiance qui ne sera jamais atteint par une autre unité pendant toute la campagne. Les chefs de peloton étaient jeunes et inexpérimentés, tous diplômés de la promotion 1948 du Collège militaire royal de Duntroon, à l'exception du commandant de la compagnie, qui était arrivé seulement quelques semaines avant que le bataillon n'embarque et qui était un officier expérimenté. 

### Bataille de Pakchon
Le 22 octobre à 7 h du matin, la compagnie C avançait avec le peloton 7 dirigeant les chars de combat de la compagnie D du 89e bataillon de chars des États-Unis, le reste de la compagnie voyageant dans des véhicules de transport américains. 
À 9 h et à environ 1,5 km au nord de Yongyu, la compagnie essuya des coups de feu venant d'une pommeraie sur les pentes d'une colline située à proximité. Il apparut rapidement que la compagnie C avait conduit les troupes sur une unité de Nord-Coréens qui se préparaient à attaquer les Américains. À 9 h 30, les pelotons 7 et 8 attaquèrent les hauteurs depuis l'est de la route, le peloton 9 restant en retrait pour garder la route et le flanc nord. 
Les pelotons avançaient dans des conditions difficiles, grimpant entre les pommiers. Bien que considérablement moins nombreux que leurs adversaires, les pelotons 7 et 8 menaient l'attaque avec intensité. La poussée fut tellement violente qu'en quelques instants le terrain passa en leur main. Même un bunker qui entravait la route du peloton 8 ne fut qu'un instant de retard pour l'avancée; le bunker fut attaqué à la grenade et l'avancée reprit de plus belle. 
L'arrivée soudaine de la compagnie C, même si elle devait avoir été prévue dans une certaine mesure, et la rapidité avec laquelle les avant-postes de la Corée du Nord furent balayés, surprit complètement l'ennemi. Les Nord-Coréens furent incapables de présenter une résistance organisée à cette poussée vigoureuse. 
Les Australiens rapportèrent avoir tué environ 150 ennemis, en avoir blessé 239 et capturé 200 à la suite de leurs attaques en ayant eu sept blessés dans leurs rangs. Les Américains eurent 46 tués et 65 blessés, ils firent 3 818 prisonniers de guerre nord-coréens, tuèrent 805 ennemis et en blessèrent 681.
Malgré les nombreuses victimes causées par les Américains et les Australiens, il y avait encore plusieurs centaines de Nord-Coréens dans et autour du champ de bataille. La Corée du Nord a payé un très lourd tribut dans les combats au nord de Yongyu. 
Les troupes réunies, la poursuite de l'avance recommença. Au sein de la Brigade du Commonwealth, le 1er bataillon du Régiment britannique du Middlesex prit la tête du groupe et la direction de la rivière Yalu. Les Américains remontèrent au nord à Sukchon pour rejoindre leur régiment qui retourna à Pyongyang par l'autre route.
Après les succès de la force des Nations unies du succès lors de la bataille d'Inchon et de la bataille de Pakchon, les forces de l'ONU commencèrent à repousser l'armée de Corée du Nord. Cette dernière manquait de soutien logistique, n'avait pas de moyens navals et les forces de l'ONU avaient la supériorité aérienne. Les forces de l'ONU repoussèrent les forces de la Corée du Nord au-delà du 38e parallèle, et alors qu'elles avaient atteint leur but, sauver le gouvernement sud-coréen, elles continuèrent leur avancée en territoire nord-coréen. Le gouvernement américain avait décidé d'adopter une politique non seulement d'opposition à toute menace communiste, mais aussi de destruction totale du régime communiste. 
Les forces de l'ONU passèrent en Corée du Nord au début du mois d'octobre 1950. Le Xe corps des États-Unis débarqua à Wonsan et Iwon, qui avaient déjà été pris par les forces de la Corée du Sud qui avançaient par voie de terre. Le reste de l'armée américaine, avec les Sud-Coréens et soutenu par le commonwealth britannique, notamment les forces australiennes, arriva jusqu'à la partie occidentale de la Corée et prit Pyongyang le 19 octobre 1950. À la fin octobre, l'armée nord-coréenne se désintégrait à toute allure et les Nations unies avaient fait 135 000 prisonniers.

### Entrée en action de la Chine

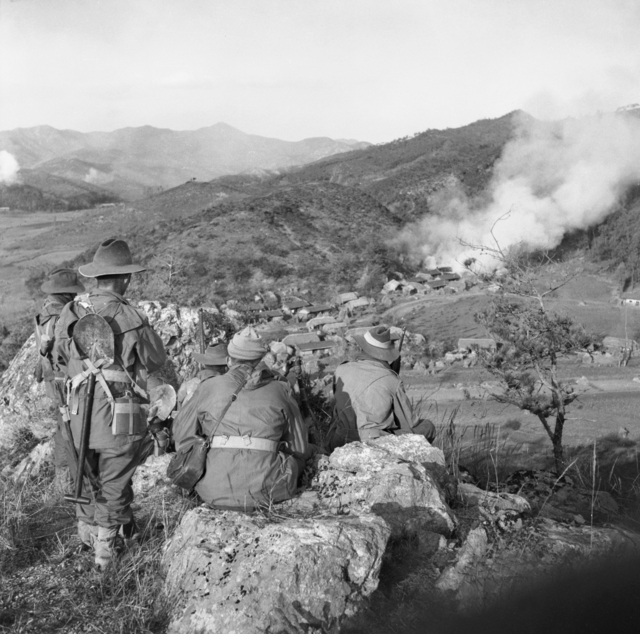
Les troupes de la Compagnie C, 3 RAR, attendent l'ennemi pendant qu'un village brûle dans la vallée. Novembre 1950

L'offensive de l'ONU préoccupait beaucoup les Chinois, qui craignaient que les forces de l'ONU ne s'arrêtent pas à la rivière Yalu, à la frontière entre la Corée du Nord et Chine, et poursuivent leur politique de démantèlement en Chine. Beaucoup en Occident, dont le général MacArthur, estimait que l'extension de la guerre à la Chine était nécessaire et que, puisque les troupes nord-coréennes étaient approvisionnées par des bases situées en Chine, il fallait bombarder les entrepôts chinois. Toutefois, Truman et les autres dirigeants n'étaient pas d'accord sur ce point, et MacArthur fut très sérieusement informé d'être très prudent à l'approche de la frontière chinoise. Sauf en de rares occasions, les bombardiers de l'ONU n'allèrent pas en Mandchourie pendant la guerre. 
La Chine mit en garde les dirigeants américains par le biais de diplomates neutres qu'elle interviendrait pour protéger sa sécurité nationale, mais la hiérarchie américaine estima ces menaces creuses. 
Malgré cela, le 8 octobre 1950, le lendemain du jour où les troupes américaines traversèrent le 38e parallèle, le Président Mao Zedong donna l'ordre de mobiliser l'Armée des volontaires du peuple chinois. Mao ordonna à l'armée de se déplacer jusqu'à la Yalu River, pour se tenir prête à la traverser. Mao demanda l'aide soviétique et présenta l'intervention comme essentiellement défensive: "Si nous laissons les États-Unis occuper l'ensemble de Corée ... nous devons être prêts pour que les États-Unis déclarent la guerre ... à la Chine", dit-il à Staline. Le premier ministre Zhou Enlai fut envoyé à Moscou pour donner plus de force aux arguments câblés de Mao. Mao retarda son attaque dans l'attente d'une aide substantielle soviétique, la repoussant du 13 au 19 octobre. Toutefois, l'aide soviétique fut limitée à la fourniture d'un appui aérien n'allant pas au-delà de 100 km en avant du front. Les Chinois furent irrités par la réponse des Soviétiques de ne pas offrir plus de soutien, mais les Mig-15 soviétiques auraient posé de nombreux problèmes aux forces de l'ONU. Le rôle soviétique était connu des États-Unis, mais il fut tenu secret afin d'éviter la possibilité d'une escalade du conflit en une guerre nucléaire.
Les troupes chinoises affrontèrent les troupes américaines le 25 octobre 1950, avec 270 000 soldats sous le commandement du général Peng Dehuai, à la grande surprise de l'ONU, qui avait voulu ignorer jusqu'au bout une telle menace massive. 
Après que le gouvernement chinois eut fait pénétrer 18 divisions en Corée du Nord pour encercler les troupes de l'ONU, les forces américaines subirent une défaite lors de la bataille du réservoir Chosin, mais elles réussirent à se dégager en grande partie. Cependant, au 1er novembre, elles avaient été contraintes de se retirer au-delà du 38e parallèle. Les Chinois poursuivirent leur offensive, mais la résistance acharnée des forces de l'ONU et les rigueurs de l'hiver les contraignirent à arrêter leur poussée. L'offensive chinoise s'arrêta en janvier 1951. 
Les Chinois lancèrent une nouvelle offensive (appelée cinquième phase offensive) au printemps, en avril 1951, lorsque les conditions météo s'améliorèrent, avec l'intention de reprendre Séoul. La Chine lança une vaste offensive entre le 22 et le 25 avril qui se solda par leur victoire à la bataille de la rivière Imjin en même temps que se déroulait la bataille de Kapyong.

### La bataille de Kapyong
Les forces chinoises de la 118e division attaquèrent la vallée de Kapyong en force et obligèrent les forces de Corée du Sud et de Nouvelle-Zélande à battre en retraite. Soumise à de fortes pressions, la 6e division coréenne céda et ses lignes furent enfoncées. Américains et Sud-coréens purent se dégager à travers une zone de protection assurée par les tirs des Australiens qui tenaient leur région en dépit de fortes pressions. 
Les troupes australiennes du 3e régiment et les troupes canadiennes du régiment Princess Patricia's Canadian Light Infantry furent chargées de mettre fin à cette avance chinois. La mission des hommes de la 27e brigade du Commonwealth fut de bloquer les deux approches de Kapyong. En quelques heures, ils avaient réussi à préparer des positions défensives. 
La 118e division chinoise engagea ses deux premiers bataillons le 23 avril. Au début de la bataille, ils affrontèrent le 1er bataillon du régiment du Middlesex et le 16e régiment royal d'Artillerie de Nouvelle-Zélande qui ployèrent mais ne cédèrent pas. La résistance des positions avancées, tenues par le 2e bataillon canadien et le 3e régiment australien permirent au 1er bataillon du Middlesex de se replier. Il se mit en arrière pour fournir une réserve. 
La première attaque chinoise à Kapyong eut lieu contre les Australiens sur la colline 504. Les Chinois attaquèrent ensuite les Canadiens de front. Des vagues et des vagues massives de troupes chinoises se lancèrent à l'assaut des Canadiens tout au long de la nuit du 23 avril. Après une nuit de violents combats, le Major Bernard O'Dowd, commandant la compagnie A des troupes australiennes réussit à obtenir par liaison radio un général de la 1re division de Marines. Le général resta incrédule, pensant qu'un agent ennemi lui parlait, lorsqu'O'Dowd lui dit que son unité n'existait plus, qu'elle avait été anéantie la veille.
Les Chinois réussirent à s'infiltrer dans la brigade canadienne dans la matinée du 23 avril. Les Australiens et les Canadiens furent face à l'ensemble de la 118e division chinoise. Tout au long du 24 avril, les combats furent sans relâche. Ils s'achevèrent, sur les deux fronts, par des combats au corps à corps avec des luttes à la baïonnette. Les Australiens, menacés d'encerclement, reçurent l'ordre de se replier en bon ordre sur de nouvelles positions défensives tard dans la journée du 24 avril. 
Le régiment canadien fut complètement encerclé. Le capitaine Mills, commandant la compagnie D fut  contraint de faire appel à plusieurs reprises durant les premières heures du 25 avril à des tirs d'artillerie sur ses propres positions sur la colline 677 pour éviter d'être submergé. Il dut être réapprovisionné par voie aérienne pendant ces moments désespérés. À l'aube, l'attaque chinoise sur les positions canadiennes diminua et l'après-midi du 25 avril la route devant les Canadiens fut dégagée de tout chinois, et à ce moment-là, le 2e bataillon fut relevé. 
Le 16e régiment Royal New Zealand Artillery réussit également à se retirer et à se rapprocher du 72e bataillon de chars lourds américains. Ces unités avaient à proximité des armes lourdes pour les soutenir. 
Lors du retrait du régiment australien, 4 hommes de la Compagnie B constituèrent une arrière-garde pour empêcher toute attaque surprise. Les 4 Australiens eurent à faire face à 3 vagues de soldats chinois, tuant au moins 25 soldats chinois et en blessant beaucoup d'autres. Après deux jours et deux nuits de combats, les Australiens avaient repris leurs positions, au coût de 32 hommes tués et 53 blessés. Pour cette contribution à l'arrêt de l'avancée chinoise, le régiment australien reçut la Presidential Unit Citation.